# Алексєєнко Ілля Прокопович
Алексєєнко Ілля Прокопович (20 червня 1899, село Глотове, Курська губернія, Російська імперія — 3 серпня 1941, Вязьма, Смоленська область, РРФСР, СРСР) — радянський генерал-майор танкових військ (1940). Загинув у бою під час Другої світової війни.

## Біографія
Народився в селянській родині. Закінчив чотирикласне училище, потім працював робітником у Ростові-на-Дону.
У Червоній армії — з 1918 року. Учасник Громадянської війни в Росії та польсько-радянської війни. Після війни служив у 44-й стрілецькій дивізії імені Щорса. Закінчив Харківські кулеметні курси (1925) і Київську військову школу (1926).
Із 1932 року — у бронетанкових військах. Закінчив Ленінградські бронетанкові курси (1932), після чого командував танковим батальйоном у 44-й стрілецькій дивізії. Із 1935 року — командир окремого навчального танкового батальйону 17-ї механізованої бригади Київського військового округу. Із 1937 року — командир 28-го механізованого полку, із 1938 року — командир 9-го окремого танкового полку.
Під час конфлікту на річці Халгін-Гол полковник Алексеєнко командував 11-ю легкотанковою бригадою. За успішні бої з японцями був нагороджений орденом Леніна і монгольським орденом Червоного Прапора.
Із червня 1940 року — командир 17-ї танкової дивізії. Із березня 1941 року — командир 5-го механізованого корпусу Забайкальського військового округу.

### Німецько-радянська війнаі загибель
Із початком німецько-радянської війни 5-й мехкорпус був перекинутий на Західний фронт. На чолі корпусу Алексеєнко брав участь у Лепельському контрударі та Смоленській битві. За бої з німцями був нагороджений другим орденом Леніна.
2 серпня 1941 року був смертельно поранений в бою і помер наступного дня. Похований у Вязьмі.

## Військові звання
- Майор (1935)
- Полковник (1938)
- Комбриг (1939)
- Генерал-майор танкових військ (1940)

## Нагороди
Два ордени Леніна (17 листопада 1939; 1 серпня 1941), орден Червоного Прапора (22 лютого 1938), медаль «XX років РСЧА» (1938), орден Червоного Прапора (Монголія; 1939).